# Стервятник и девочка

«Маленькая девочка, истощённая голодом, упала без сил по дороге к центру кормления в Айоде. Рядом ждал стервятник».

«Стервятник и девочка» (англ. The Vulture and the Little Girl) — знаменитая фотография Кевина Картера, впервые появившаяся в «The New York Times» 26 марта 1993 года. На фото запечатлён умирающий от голода, исхудавший мальчик (изначально считалось, что на фото изображена девочка) рядом с которым приземлился стервятник, дожидающийся смерти ребёнка. Позднее стало известно, что ребёнок пытался добраться до центра питания ООН, расположенного примерно в полумиле в Айоде, Судан (ныне Южный Судан), в марте 1993 года. Снимок получил Пулитцеровскую премию за художественную фотографию в 1994 году. Картер покончил с собой через четыре месяца после получения премии.

## Поездка в Южный Судан
В марте 1993 года Роберт Хэдли, бывший фотограф и в то время один из участников Операции ООН «Мост жизни для Судана» (англ. «Operation Lifeline Sudan»), предложил Жоао Силве, военному фотографу, и Кевину Картеру поехать в Судан и запечатлеть ужасные картины голода на юге страны. Для Жоао Сильвы поездка была шансом продолжать карьеру военного фотографа. По словам выдающегося фотографа Грега Мариновича, Картер рассматривал поездку как возможность построить лучшую карьеру в качестве фрилансера. Кевин был «высоко мотивирован и полон энтузиазма».
Сильва и Картер тщательно подготовились к поездке. Они остановились в Найроби по пути в Судан. Боевые действия в Судане заставили их ждать в Найроби в течение неопределённого времени. В течение этого времени Картер, совместно с ООН, летел в Джубу на юг Судана, чтобы сфотографировать баржу с продовольственной помощью для региона. Вскоре ООН получила разрешение от повстанческой группировки доставить продовольственную помощь в Айод и Роберт Хэдли, который летел туда с ООН, пригласил Сильву и Картера лететь с ним.
На следующий день их небольшой самолёт приземлился в крошечной деревушке Айод, а вскоре после этого приземлился грузовой самолёт с помощью. Грег Маринович и Жоао Силва описали это в книге «The Bang Bang Club», глава 10 «Мухи и голодные люди».
Маринович писал, что жители деревни уже ждали рядом с взлётно-посадочной полосой, чтобы как можно быстрее получить еду: «Матери, которые присоединились к толпе в ожидании еды, оставили своих детей на песчаном грунте неподалеку». Сильва и Картер разделились, чтобы сфотографировать как детей, так и взрослых, как живых, так и мёртвых — всех жертв катастрофического голода, возникшего в результате войны. Следующей остановкой был Конгор, Южный Судан.
Направляясь на взлётно-посадочную полосу, Картер увидел Сильву и сказал ему: «Ты не поверишь, что я только что снял!… Я фотографировал парня на коленях, а затем сменил ракурс, и вдруг за ним оказался стервятник!… И я просто продолжал снимать — сделал много кадров!». Сильва спросил у Кевина, где он сделал эти кадры, потому что тоже хотел сделать пару фото. Картер указал на место в 50 метрах от них. Картер сказал, что он отогнал стервятника. Кевин Картер был шокирован ситуацией, которую он только что увидел через свой объектив: «Я вижу всё это, и всё, о чём я могу думать — это Меган». Меган — это его маленькая дочь. Через несколько минут они отправились в Конгор.
В 2011 году отец ребёнка сообщил, что мальчика со знаменитого снимка звали Конг Ньонг. О нём заботился пункт продовольственной помощи ООН. Ньонг умер в 2007 году от малярии, сообщили члены его семьи.

## Реакция общественности на публикацию
26 марта 1993 года «The New York Times» опубликовала снимок Кевина Картера как иллюстрацию истории Донателлы Лорч о Судане. Подпись к фото была такой: «Маленькая девочка, истощённая голодом, упала без сил по дороге к центру кормления в Айоде. Рядом ждал стервятник».
Эта первая публикация в «The New York Times» «вызвала сенсацию», пишет Маринович: «Снимок использовался в плакатах для сбора средств на организацию помощи. Его публиковали газеты и журналы по всему миру. Общество немедля стремилось отправить деньги любой гуманитарной организации, которая проводила свои операции в Судане».
В связи с реакцией общественности и вопросами о состоянии ребёнка, газета «The New York Times» опубликовала специальную редакционную статью в своём выпуске 30 марта 1993 года, в которой говорилось: «В прошлую пятницу вместе со статьей о Судане была опубликована фотография, где была изображена маленькая суданская девочка, которая упала на тропе, ведущей к центру кормления в Айоде. За ней наблюдал стервятник. Многие читатели спрашивали о судьбе девочки. Фотограф сообщает, что она была в силах встать и пойти дальше, после того, как стервятника прогнали. Достигла ли она центра — неизвестно».

## Награды и премии
- Пулитцеровская премия за выдающуюся фотографию (1994 год)[10][11]
- Фотография года по версии «The American Magazine»[12]

## Последствия
Через четыре месяца после присуждения Пулитцеровской премии за художественную фотографию Кевин Картер совершил самоубийство, отравившись угарным газом 27 июля 1994 года в возрасте 33 лет. Десмонд Туту, почётный архиепископ Кейптауна, Южная Африка, писал о Картере: «И мы совсем ничего не знаем о душевных травмах, которые привели некоторых к самоубийству. Возможно, они были людьми, работающими в самых сложных условиях».